# قیطاس
قیطاس، روستایی از توابع بخش کرانی شهرستان بیجار در استان کردستان ایران است.

## جمعیت
این روستا در دهستان کرانی قرار دارد و براساس سرشماری مرکز آمار ایران در سال ۱۳۸۵، جمعیت آن ۱۳۵ نفر (۲۷خانوار) بوده‌است.

## وضعیت طبیعی

### کشاورزی
منبع آب این روستا چشمه می باشد. اهالی آن به کشاورزی مشغولند و محصولات این روستا به شکل دیم بوده و از بارندگی های فصلی تغزیه می کنند. محصولات اصلی آن به شکل سنتی گندم، غلات و انگور بوده است. پس از خشکسالی های اخیر کشت محصولات سازگار با کم آبی نظیر بادام در این منطقه رواج پیدا کرده است. 